# چوبوکاران (باشقیرستان)
چوبوکاران (به لاتین: Chubukaran) یک منطقهٔ مسکونی در روسیه است که در باشقیرستان واقع شده‌است.